# Salamandra czarna
Salamandra czarna (Salamandra atra) – gatunek płaza ogoniastego z rodziny salamandrowatych (Salamandridae). Żyje w Alpach i Górach Dynarskich. Wyróżnia się 4 podgatunki, z których jeden uznaje się za niepewny. Podgatunek nominatywny wyróżnia się całkowicie czarnym ubarwieniem, podczas gdy u krytycznie zagrożonej S. a. aurorae grzbiet zdobią żółte plamy. S. a. pasubiensis cechuje się mniejszym natężeniem żółtych plam. Linie te rozdzieliły się prawdopodobnie jeszcze przed ostatnim zlodowaceniem.
Płaz zaadaptował się do klimatu górskiego, w którym żyje. Rozwój młodych przebiega w ciele samicy, na świat wydostają się co 3–4 lata już ukształtowane.

## Systematyka

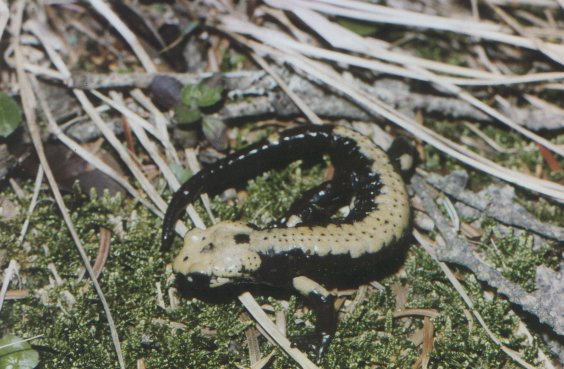
S. atra aurorae

Salamandra czarna zalicza się do rodzaju Salamandra, rozpowszechnionego w zachodniej Palearktyce. Riberon i współpracownicy w 2001 i w 2004 uznali istnienie dwóch podgatunków (S. atra atra i S. atra aurorarae). W obrębie gatunku Salamaandra atra wedle IUCN wyróżnia się obecnie 4 podgatunki:
- S. atra atra;
- S. atra aurorae – opisana przez Trevisana w 1982, odmienna genetycznie i chromatycznie[3], uznawana niekiedy za osobny gatunek po tym, jak w 1996 Joger zbadał białka osocza i doszukał się istotnych różnic. Jednak 3 lata później Veith i współpracownicy w analizie DNA mitochondrialnego żadnych istotnych różnic nie dostrzegli. Również badania Riberona nie zaowocowały żadnymi zmianami w taksonomii[2];
- S. atra prenjensis – opisana przez Mikśića w 1969[3], często uznawany za podgatunek niepewny[2], przez Riberona uznany za wątpliwy[4]. Przeciwko jej wyróżnianiu świadczą dane morfologiczne i serologiczne[3];
- S. atra pasubiensis[2] – opisana jako nowy podgatunek przez L. Bonato i S. Steinfartza w 2005. Napotkano tylko 12 osobników, w tym holotypową samicę ZMF26139[3].

## Genetyka i ewolucja
Salamandra czarna posiada w jądrze 64,5 pg DNA.
W jednym z badań analizowano 5 polimorfizmów genetycznych długości fragmentów materiału genetycznego AFLP. Wykazano polimorfizm na poziomie od 9,7 do 21,9%. Fragmenty polimorficzne stanowiły 16,3%. Z tych badań wynika większa różnorodność, niż to oceniano wcześniej na podstawie DNA mitochondrialnego. W przypadku S. atra aurorae nie znaleziono żadnego zróżnicowania w obrębie DNA mitochondriów).
Poziom różnic genetycznych pomiędzy poszczególnymi populacjami wskazuje na udział w jego tworzeniu się ostatniego zlodowacenia, które podzieliło zasięg występowania płazów na mniejsze fragmenty.
Postulowano więc, że za wyodrębnienie się podgatunków i zmienności populacyjnej w obrębie gatunku odpowiada zlodowacenie. Jednakże Riberon zwraca uwagę na własne badania opublikowane w 1999, w których wykrył istnienie populacji w obrębie S. atra atra wykazujących różnice wyglądające na starsze niż plejstoceńskie, a więc sięgające czasów sprzed ostatniego zlodowacenia. By zanalizować bliżej tę kwestię, pobrano próbki od 50 osobników z 13 miejsc, po czym przeprowadzono badanie genetyczne mitochondrialnego cytochromu b. Zdefiniowano dzięki temu 10 haplotypów. Nie stwierdzono większych różnic pomiędzy badanymi populacjami salamandry czarnej. Nie znaleziono żadnych polimorfizmów DNA mitochondrialnego. Osobniki zamieszkujące Góry Dynarskie okazały się blisko spokrewnione z płazami z Północnych Alp. Różnice w porównaniu z salamandrą plamistą wyniosły od 10,6 do 12,8%. Dzięki szacunkom z udziałem innych salamandrowatych czas zróżnicowania się określono na 3,1 miliona lat temu. Tak więc nastąpiło ono znacznie przed zlodowaceniem (1,8 milioma lat temu). Jednakże to ostatnie przyczyniło do izolacji i powstania nowych linii.
W obrębie gatunku wyróżnia się 3 główne linie. Jako pierwsza oddzieliła się ta prowadząca do podgatunku S. a. aurorae. Stało się to około miliona lat temu. Następnie nastąpił podział reszty na dwie linie: prowadzącą do osobników z Pasubio oraz pozostającą część populacji, umieszczaną w podgatunku nominatywnym i w S. a. prenjensis. Zdarzył się on już po pierwszym podziale, ale prawdopodobnie jeszcze przed ostatnim zlodowaceniem. W jego trakcie obie grupy zawęziły swój zasięg występowania do oddzielnych terenów. Podgatunek nominatywny ponownie dokonał kolonizacji Alp i Gór Dynarskich już po zlodowaceniu.
Sądzi się, że pierwotnie salamandry cechowały się zabarwieniem czarnym w żółte plamy. U dojrzałych płazów kolor taki wynika z obecności naskórkowych ksantoforów czy skórnych irydoforów. Czerń tworzą natomiast naskórkowe i skórne melanofory. Chromatofory takie występują u blisko spokrewnionych z czarną gatunków salamandry. U salamandry czarnej irydofory i ksantofory nie rozwijają się. W efekcie płaz wykazuje jednolicie czarne ubarwienie. Zmiana zajść musiała jeszcze przed wyodrębnieniem się plamkowanego żółto podgatunku S. a. aurorae, jednakże przed rozdzieleniem się linii S. a. atra i S. a. padubiensis. Z biegiem czasu ilość barwy żółtej malała, co doprowadziło do powstania jednolicie czarnych płazów. U podgatunku z Pasubio większość osobników wytwarza kompleksy irydoforów i ksantoforów, jednak niektóre są ich pozbawione. S. a. atra w ogóle rzeczonego kompleksu nie wytwarza, a zauważalne u niektórych osobników ciemnobrązowe plamkowanie stanowi raczej efekt miejscowego braku melanosomów, niż obecności jakichkolwiek innych ciałek barwnikowych. Zmiana zabarwienia przebiegała stopniowo, poprzez zmniejszanie się natężenia żółtego plamkowania, nie mając charakteru gwałtownego. Pozostaje jednak kwestią nierozwiązaną, czy zmiana ta stanowi efekt doboru naturalnego w kierunku melanizmu, czy też przypadkowego dryfu genetycznego podczas plejstoceńskich zmian klimatu. Uważa się, że czarny kolor S. atra nie wiąże się z podobną barwą ciała Salamandra lanzai. Najbliższą krewną salamandry czarnej jest bowiem Salamandra corsica, a nie S. lanzai, której podobne barwa, wielkość i sposób rozrodu stanowią raczej wynik konwergencji.

## Budowa ciała

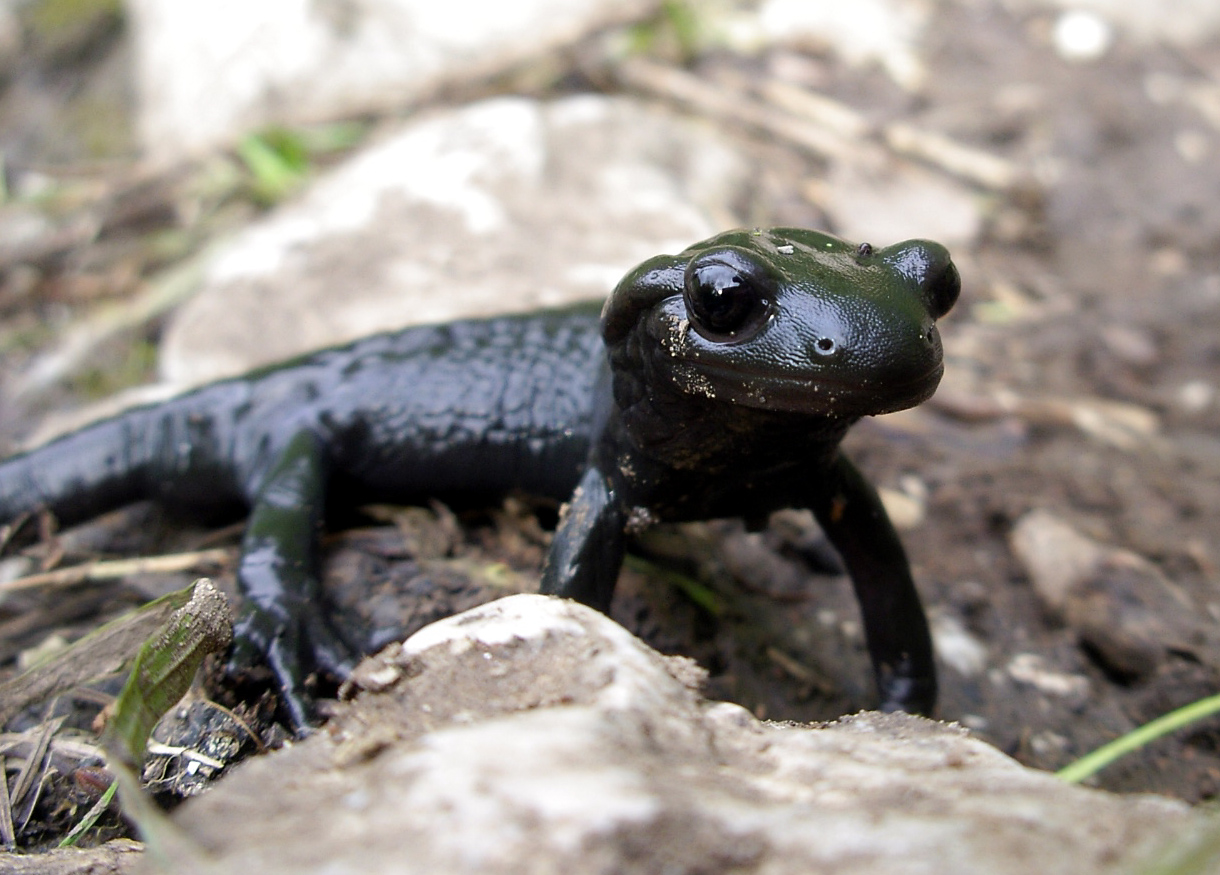
Salamandra czarna widziana z przodu, Triglav, Słowenia, 29 czerwca 2007

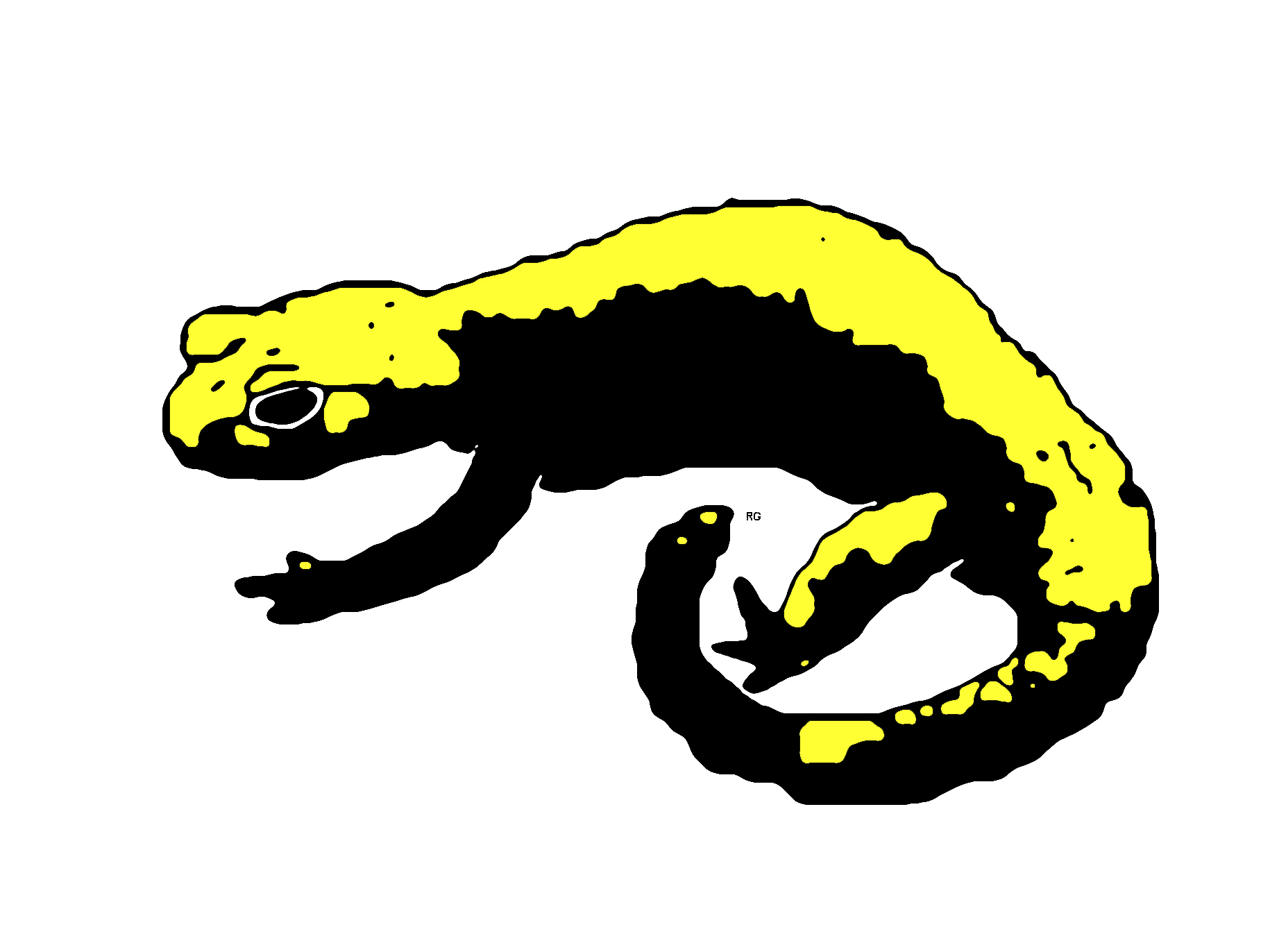
Salamandra atra aurorae

Salamandra czarna mierzy zwykle 10–13, według innych źródeł zaś od 12 do 15, a nawet 16 (nieczęsto) cm długości. Holotyp podgatunku pasubiensis mierzy 87 mm całkowitej długości, z czego 47,2 mm przypada na odległość od czubka pyska do naturalnego otworu ciała, a 35,7 mm na ogon.
Zwierzę, w przeciwieństwie do salamandry plamistej, cechuje się jednolitą, czarną lub brązowoczarną barwą ciała, połyskującą, opalizującą. Osobniki czarnobrunatne stanowią jednak rzadkość. Wyróżnia się tutaj podgatunek S. atra aurorae o żółtym, nakrapianym łączącymi się plamami grzbiecie. Występują one u wszystkich przedstawicieli tego podgatunku, co potwierdzono obserwacją dwóch setek osobników. Natomiast u S. atra pasubiensis zazwyczaj występują również żółte plamy, jednak w mniejszym natężeniu niż w wymienionym poprzednio podgatunku. Spotyka się też osobniki w ogóle ich nieposiadające. Układ plam jest stałą, niezmieniającą się już po przeobrażeniu cechą danego osobnika. Odnotowano natomiast przypadki zmiany barwy, kiedy żółte plamy u schwytanego osobnika ściemniały do brązowych, prawdopodobnie na skutek melanizacji ksantoforów. Przemiana zabrała zwierzęciu kilka miesięcy.
Owalna głowa holotypu liczy sobie 11,7 mm długości, 10,0 mm szerokości i 4,6 mm wysokości. Średnica oka wynosi 2,4 mm, leżąc 2,9 mm od nozdrza. Szczęka mierzy 7,6 mm, a 3,6 mm dzieli nozdrza. Gatunek odznacza się słabym rozwojem gruczołów jadowych, w tym również dobrze widocznych parotydów, leżących po bokach na tyle głowy i mierzących 6,4 i 6,1 mm długości oraz 3,1 mm szerokości. Produkują one jednak toksyczną wydzielinę, służącą salamandrze do ochrony przed wrogami. Inne gruczoły jadowe rozmieszczone są wzdłuż boków ciała. Spełniają podobną funkcję.
Skóra prawie na całej powierzchni ciała jest gładka. Po bokach ciała zauważa się jednakże brodawki i przewężenia pomiędzy nimi.
Kończyny są dobrze zbudowane. U holotypu S. atra pasubiensis mierzą 14,1 oraz 16,4 mm. Dłonie mierzą 6,3, natomiast stopy 8,5 mm. Różnią się od siebie liczbą palców: przednie kończą się czterema, tylne pięcioma niezbyt długimi palcami. Błona pławna nie występuje. Wzór paliczków kończyn przednich populacji z Pasubio to 1-2-3-2, przy czym długość palców wzrasta od I do III, ostatni sytuuje się między I a II. Na kończynie tylnej odnotowano wzór paliczków 1-2-3-3-2, długość palców znów rośnie od pierwszego do przedostatniego, ostatni mieści się pomiędzy wielkością palców I i II.
Samiec jest smuklejszy od płci przeciwnej.

## Tryb życia
Salamandra atra nie należy do szybkich biegaczy. Porusza się powoli, wyginając swe ciało na boki i unosząc je nieznacznie nad podłoże.
Salamandra czarna wiedzie skryty, całkowicie lądowy tryb życia. Płaza spotyka się od maja do września. Kryjówki w celu przeczekania zimy płazy te znajdują sobie pod koniec września i w październiku. Wybierają zwykle zagłębienia w ziemi, głębokie szczeliny skalne, nory gryzoni, miejsca pod zwalonymi grubymi pniami. Sen zimowy trwa od 6 do 8 miesięcy. Ze wspólnych kryjówek korzystać mogą padalec zwyczajny, salamandra czarna, salamandra plamista, jaszczurka żyworodna, żmija zygzakowata. Schronienia zwierzęta opuszczają na przełomie marca i kwietnia bądź później.
Aktywność przypada na noc, kiedy to ma miejsce szczyt ruchliwości salamandry. Widuje się ją również w ciągu dnia, pod warunkiem deszczu lub w miejscach zacienionych, lub wiosną podczas godów (wtedy też można napotkać wiele osobników).

### Cykl życiowy
W cyklu życiowym salamandry czarnej dużą rolę odgrywają przystosowania do surowego klimatu górskiego, w którym żyje.
Okres godowy ma miejsce wiosną lub latem. W celu spłodzenia potomstwa samiec wciska się pod swą partnerkę, trzymając ją mocno za pomocą swych przednich łap, po czym unosi ją na grzbiecie. Samica pobudza go do pozostawienia na ziemi spermatoforu, którego jej wybranek pozbawia się, nie przestając jej trzymać. Spermatofor przyczepia się do kloaki samicy, która go podnosi.
Płaza uznaje się za żyworodnego albo też jajożyworodnego. Ten sposób rozrodu spotyka się również u kilku innych gatunków salamander. Zazwyczaj w każdym z dwóch jajowodów rozwija się pojedynczy zarodek. Matka nie rodzi jednak larw, czyli kijanek żyjących w środowisku wodnym do czasu metamorfozy, ale po trwającej aż 2–3 bądź 2–4 lata ciąży, której długość zależy od wysokości nad poziomem morza, rodzi larwy, a właściwie już przeobrażone młode, przystosowane do życia na lądzie, oddychające płucami, zwykle w ilości 2 osobników, wedle innych źródeł 2–4, osiągające 4 lub 5 cm długości. Młode przypominają więc od razu dorosłe płazy. Jeden poród odbywa się co 3–4 lata. Matka nie opiekuje się potomstwem, pozostawiając je własnemu losowi.

## Rozmieszczenie geograficzne
W obrębie Europy Środkowej zwierzę zamieszkuje jedynie Alpy. W zachodniej części swego zasięgu występowania sięga Jury we Francji. Dokładniej chodzi o odkrytą niedawno populację żyjącą w Górnej Sabaudii w okolicach wioski Samoëns.
Centrum rozproszenia leży w Alpach w Szwajcarii, Austrii, Bawarii i częściowo we Włoszech.
Poza tym rozproszone populacje stwierdza się w górach zachodu Półwyspu Bałkańskiego, w Alpach Dynarskich (zachodnia była Jugosławia, Albania).
Lista krajów, w których odnotowano obecność tego płaza, obejmuje następujące państwa: Albania, Austria, Bośnia i Hercegowina, Chorwacja, Czarnogóra, Francja, Liechtenstein, Niemcy, Serbia, Słowenia, Szwajcaria, Włochy.
Zasięgi salamandry czarnej i salamandry plamistej nie pokrywają się.
Podgatunek S. atra aurorae cechuje się bardzo ograniczonym zasięgiem występowania. Zamieszkuje tylko tereny położone na północnym wschodzie Włoch, na Płaskowyżu Asiago, w większości w okolicach Bosco del Dosso i Val Rensola na wysokości pomiędzy 1300 i 1800 m n.p.m., choć w latach dziewięćdziesiątych odkryto pewne jego nowe lokalizacje położone bardziej na wschód, oddalone jednak nie dalej niż na 15 km. Międzynarodowa Unia Ochrony Przyrody nie wyklucza więc, że podgatunek występuje na całym obszarze zalesionego płaskowyżu tamtych okolic. Niepewny podgatunek S. atra prenjensis umieszcza się w okolicach Sarajewa. S. atra pasubiensis żyje w masywie Pasubio, około 20 km na południowy zachód od Altopiano dei Sette Comuni, gdzie żyje S. atra aurorae.

## Ekologia
Pokarm tego ogoniastego stanowią drobne bezkręgowce. W szczególności wymienia się tutaj chrząszcze, ślimaki nie posiadające muszli, skąposzczety. Zwierzę to może przez długi czas nie jeść, co zawdzięcza wolnej przemianie materii, wynikającej z kolei z niskiej temperatury ciała wywołanej niską temperaturą otoczenia. Nie wymienia się znaczących wrogów naturalnych salamandry czarnej.

### Siedlisko
Ten górski płaz bytuje na wysokościach w przedziale od 700–800 do 2800–3000 m n.p.m., najczęściej 800–2000 m. W Alpach żyje na wysokości 2500–3000 m n.p.m. W niektórych miejscach spotykano ją też na wysokości 400 m. Wysokości te zależą od klimatu, zwłaszcza zaś położenia konkretnego stoku. Strona południowa, oświetlona słońcem, sprzyja występowaniu salamandry czarnej na wyższych wysokościach, niż północna, pogrążona w cieniu.
Jego siedlisko stanowią górskie lasy liściaste, lasy iglaste i mieszane (zwłaszcza ostatnie 2 rodzaje lasu w sąsiedztwie strumieni), widne; piargi, hale, kamieniste alpejskie łąki i pastwiska; chłodne, wilgotne łąki górskie; wrzosowiska. Kamieniste zbocza zamieszkuje pod warunkiem wystarczającej dla niej pokrywy roślinnej i luźnego podłoża, obfitującego w kryjówki.
Na kryjówki obiera sobie zacienione miejsca, gdzie panuje duża wilgotność. Wymienia się tu murawy porośnięte ziołoroślami i pokryte kamieniami czy też wąwozy silnie pokryte roślinnością. Salamandry przebywają pod kamieniami i zwalonymi pniami drzew.
Kręgowiec ten radzi sobie w środowisku nieznacznie zmienionym działaniem człowieka. Jest natomiast niezależny od środowiska wodnego.
Uważa się, że bariery geograficzne mogą utrudniać, a nawet uniemożliwiać wymianę informacji genetycznej pomiędzy poszczególnymi populacjami.

## Zagrożenia i ochrona

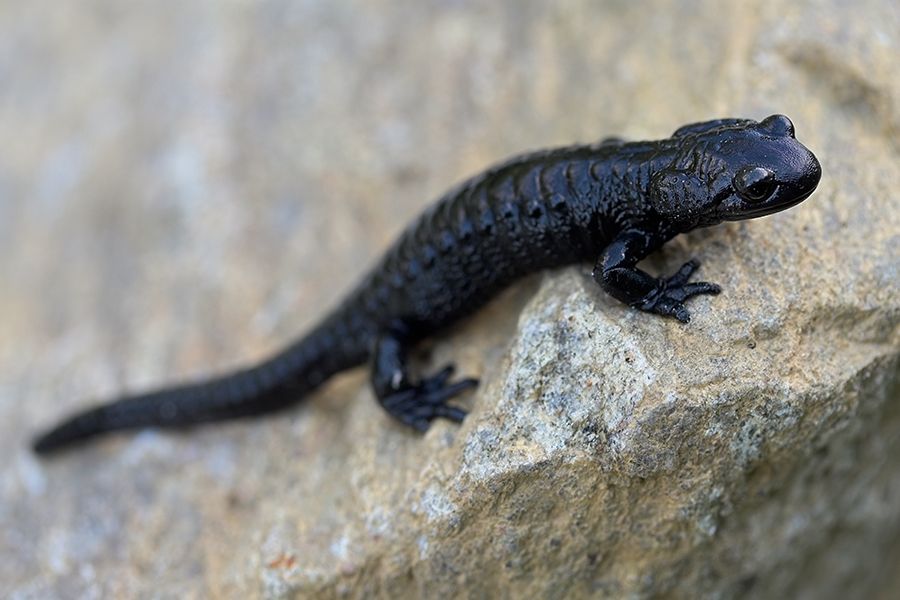
Salamandra sfotografowana 27 lipca 2008

Jako gatunkowi salamandrze czarnej Międzynarodowa Unia Ochrony Przyrody (IUCN) przypisała kategorię najmniejszej troski (LC – Least Concern). Jednakże jeden z jej podgatunków – S. atra aurorae – został przez tę organizację sklasyfikowany jako krytycznie zagrożony (CR – Critically Endangered).
Tereny, w których zwierzę cały czas występuje pospolicie, leżą w niektórych częściach Szwajcarii, w Niemczech, Austrii i w części Włoch. W Słowenii, Chorwacji, Serbii, północnej Albanii oraz Bośni i Hercegowinie ogoniasty wydaje się rzadszy. Na tych obszarach zagraża mu wyginięcie. Niestety w pewnych miejscach na południu Szwajcarii płaz wyginął.
Całkowita liczebność gatunku obniża się.
W Szwajcarii lokalnie płazom zagraża śmierć na drogach. Inaczej sytuacja wygląda na Bałkanach, gdzie niekorzystny wpływ na salamandrę czarną wywołują turystyka, zwłaszcza narciarstwo, rozwój infrastruktury i rolnictwa. W Serbii i Czarnogórze populacje są niewielkie, pofragmentowane. W dodatku podlegają odłowowi w celu handlu zwierzętami domowymi, jak również negatywnym wpływom zmian w środowisku.
Podgatunek S. atra aurorae jest krytycznie zagrożony wyginięciem. Zagrażające mu czynniki podzielić można na dwie grupy. W jednej wymienia się odłów, prowadzony w celu nie tylko handlu i trzymania płazów jako zwierzęta domowe, ale również do celów naukowych. Do drugiej zalicza się destrukcja środowiska naturalnego. Chodzi tutaj o nadmierne zużycie, a więc zmniejszanie się zasobów wodnych strumieni oraz zniszczenie gleby. W przeciwieństwie do zagrożonej wyginięciem S. atra aurorae włoskim populacjom podgatunku S. atra atra nic nie zagraża.
Gatunek wymienia załącznik II Konwencji o ochronie gatunków dzikiej flory i fauny europejskiej oraz ich siedlisk. Próbę objęcia jej ochroną podjęli również autorzy dyrektywy siedliskowej Unii Europejskiej, choć występują w niej pewne nieścisłości. Jej aneks IV wymienia jako gatunki nie tylko Salamandra atra, ale też Salamandra aurorae, podczas gdy aneks II podaje Salamandra salamandra aurorae. Poza tym salamandra czarna znajduje się pod ochroną prawa krajowego w wielu państwach swego zasięgu występowania. Wymienić tutaj można przykładowo Szwajcarię czy Słowenię.
Gatunek występuje w licznych strefach podlegających ochronie. Proponuje się jednak, jak choćby w pracach Kalezicia i Džukicia z 2001, utworzenie kolejnych. Najbardziej zagrożony podgatunek S. atra aurorae zamieszkuje obszary wchodzące w skład sieci Natura 2000. Wymienia się tu Cima Dodici o powierzchni 10 450 ha i Pasubio e Piccole Dolomiti: Monte Pasubio obejmujące 1920 ha.